# Pedro Lavirgen Gil
Pedro Lavirgen Gil   (Bujalance, 31 de juliol de 1930 - Madrid, 2 d'abril de 2023) fou un tenor andalús i catedràtic de cant al Real Conservatori Superior de Madrid.
Triomfà amb Pagliacci a la Staatsoper de Viena, amb Tosca en el Metropolitan novaiorquès, amb Turandot a la Scala i amb Carmen al Liceu de Barcelona, on debutà el 1964 i hi actuà durant 19 temporades consecutives, rècord no igualat per cap altre cantant.
En el seu repertori predominà el de líric spinto (Puccini, Mascagni, Giordano, etc.). També cantà alguns rols lírics (Donizetti) i més densos (Otello, de Verdi).
Va obtenir els premis nacionals de Teatre de 1963 i 1972, la medalla d'or del Cercle de Belles Arts de Madrid el 1967, medalla d'or del Cercle de l'òpera de Mèxic, el 1965, Medalla d'Or del Gran Teatre del Liceu de Barcelona el 1969, el Verdi d'or el 1973 i el Jussi Bjoerling de Mòdena el 1977, premis nacionals d'interpretació lírica 1961-62, 1971-72.